# محمد هادي باشا البغدادي
محمد هادي باشا العمري البغدادي الموصلي (1861-1932)(بالتركية: Bağdatlı Mehmed Hâdî Paşa)‏ هو سياسي عثماني وُلد في بغداد لعائلة ذات أصول ألبانية، تولى منصب ناظر التجارة والزراعة. وكان جنرالًا عثمانيًا بارزًا، ورجل دولة وعضوًا في حزب الحرية والوفاق. 
عين في بداية مسيرته العسكرية في ولاية اليمن، حيث قاد الحملة ضد انتفاضات الإدريسي وغيرها من التمردات. تم تكريمه عن خدمته هناك، وارتقى في الرتب العسكرية ليصل إلى درجة جنرال ويحصل على لقب باشا.
في عام 1909، تم تعيينه حاكمًا (واليًا) لولاية كوسوفو. وفي الفترة بين عامي 1912 و1913، تولى منصب رئيس الأركان العامة خلال حروب البلقان، حيث قاد الدفاع الناجح عن إسطنبول ضد البلغار.
بعد تقاعده من الجيش العثماني قبل بداية الحرب العالمية الأولى، شغل منصب عضو في مجلس الشيوخ ووزيرًا في مجلس الوزراء العثماني مرتين؛ مرة في وزارة التعليم وأخرى في وزارة الزراعة.
في عام 1920، أرسل إلى باريس للتفاوض والتوقيع على معاهدة سيفر المثيرة للجدل، إلى جانب رشات خالص ورضا توفيق. ونتيجة لدوره في توقيع المعاهدة، تم إدراج هادي باشا ضمن قائمة الـ150 شخصًا غير المرغوب فيهم من قبل جمهورية تركيا الحديثة، إلى جانب الموقعين الآخرين على المعاهدة وأفراد العائلة الإمبراطورية العثمانية. نفي إلى بيرات في ألبانيا، حيث توفي هناك في عام 1932.

## مناصبه
تولى المناصب التالية:
- ناظر التجارة والزراعة  [لغات أخرى]‏ (1919–1920)
- ناظر المعارف العمومية  [لغات أخرى]‏ (1920–1920)